# Symmachia cribellum
Symmachia cribellum är en fjärilsart. Symmachia cribellum ingår i släktet Symmachia och familjen Riodinidae. Inga underarter finns listade i Catalogue of Life.